# Leonid Lwowitsch Berlin
Leonid Lwowitsch Berlin (russisch Леонид Львович Берлин; * 13. November 1925 in Moskau; † 2. Januar 2001 ebenda) war ein sowjetischer Bildhauer und Grafiker.

## Leben
Berlins Stiefvater war der Elektroingenieur Lew Borissowitsch Berlin. Erst im Alter von 16 Jahren erfuhr Berlin, dass sein Vater der während des Großen Terrors 1938 erschossene Aktivist der iranischen kommunistischen Bewegung Awetis Sultan-Sade war. Der Nachbar der Familie Berlin in der Gemeinschaftswohnung Michail Naumowitsch Raichinstein (1879–1947) war Kustos der Skulpturen in der Tretjakow-Galerie. Er erkannte das künstlerische Talent Berlins und meldete ihn bei einer Zeichengruppe im Pionierhaus an. Nach Beginn des Deutsch-Sowjetischen Krieges wurde Berlin mit der Familie nach Tscheljabinsk evakuiert. In dem dorthin evakuierten Maly-Theater arbeitete Berlin als Schüler in der Attrappenwerkstatt.
Berlin studierte 1943–1949 an der Skulptur-Fakultät des Moskauer Surikow-Kunstinstituts bei Pawel Jakowlewitsch Pawlinow und Alexander Terentjewitsch Matwejew. Nach der Entlassung Matwejews betreute Nikolai Wassiljewitsch Tomski Berlins Diplomarbeit. Auf Empfehlung Tomskis und Gawriil Alexandrowitsch Schulz’ wurde Berlin 1950 als Mitglied in die Künstler-Union der UdSSR aufgenommen.
1954 lernte Berlin den türkischen Dichter Nâzım Hikmet kennen, dessen Gedichtsammlung er nun illustrierte. Auf der Internationalen Buchkunst-Ausstellung 1959 in Leipzig erhielt er dafür die Silbermedaille. Er wirkte bei der Herstellung der Filme Optimistitscheskaja Tragedija (1963), Andrej Rubljow (1966) und Skasanije o Rustame nach Firdausis Schāhnāme (1971) mit.
Berlin schuf den Grabstein für den 1968 gestorbenen Dichter Ilja Lwowitsch Selwinski.
Am 28. Februar 1974 wollte Berlin zusammen mit B. Nemetschik und K. Stepanow im Ausstellungssaal 3 der Künstler-Union am Moskauer Kusnezki Most 11 einen Arbeitsabend veranstalten, um seine Schweißarbeiten erstmals zu zeigen und zu diskutieren. Jedoch wurde der Abend verboten. Die vorgesehene eintägige Ausstellung wurde versiegelt, und Berlins Schweißarbeiten wurden abtransportiert und über den Zaun seiner Datsche geworfen als Optimistitscheskaja Tragedija im Schnee. Berlin zog vor Gericht und bekam Recht. Der ursprüngliche Richter B. I. Schalagin wurde bald freigestellt, und auch der Direktor der Ausstellungssäle M. S. Denissow wurde entlassen. Die Zeitung der Moskauer Künstler-Union sollte eine Entschuldigung veröffentlichen, was nie geschah, und Berlin erhielt 1800 Rubel für die Wiederherstellung seiner Arbeiten.
Berlin gestaltete die Stationen Orechowo, Rimskaja, Bitzewski Park und Krasnogwardeiskaja der Metro Moskau.
Berlin nahm an mehr als 50 Sammelausstellungen teil. darunter die Retrospektive 1957–1987 in Moskau 1987, die Transformation in London 1989 mit neuer Kunst aus der UdSSR und Die andere Kunst 1956–1976 in der Tretjakow-Galerie 1990 zur Geschichte des sowjetischen Nonkonformismus. Er führte sechs persönliche Ausstellungen durch, zuletzt 1999 mit eigenen Werken aus dem Moskauer staatlichen  Wadim-Sidur-Museum.
Berlin wurde auf dem Moskauer Friedhof Trojekurowo zusammen mit seinem Vater Awetis Sultan-Sade begraben.
Berlins Werke befinden sich in der Tretjakow-Galerie, im Russischen Museum, im Puschkin-Museum, im Moskauer Museum der Modernen Kunst, im Park des Kunstmuseums der Stadt Seoul und im Zimmerli Art Museum at Rutgers University in New Brunswick (New Jersey).

## Werke

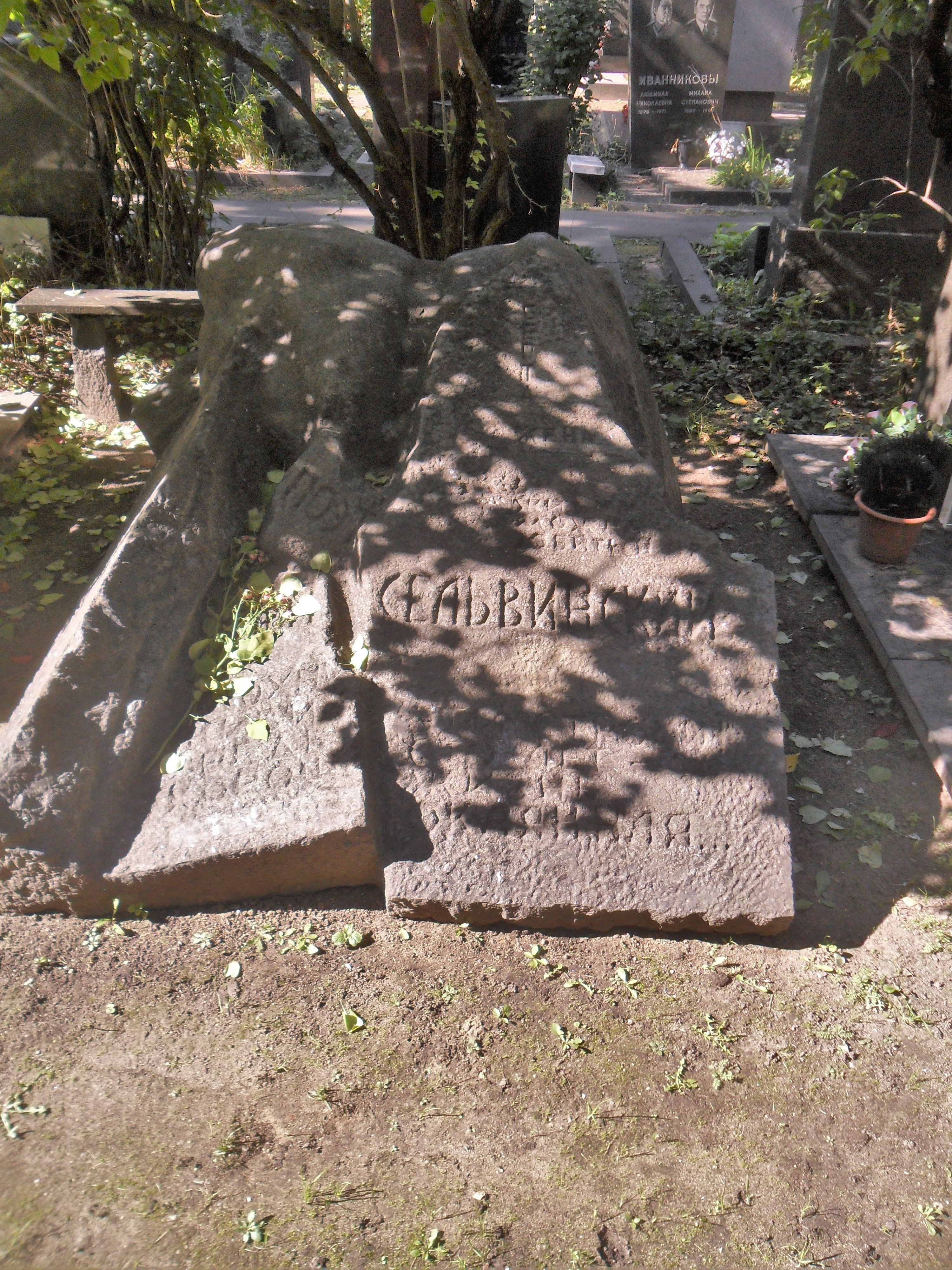
Grabstein I. L. Selwinskis, Nowodewitschi-Friedhof, Moskau
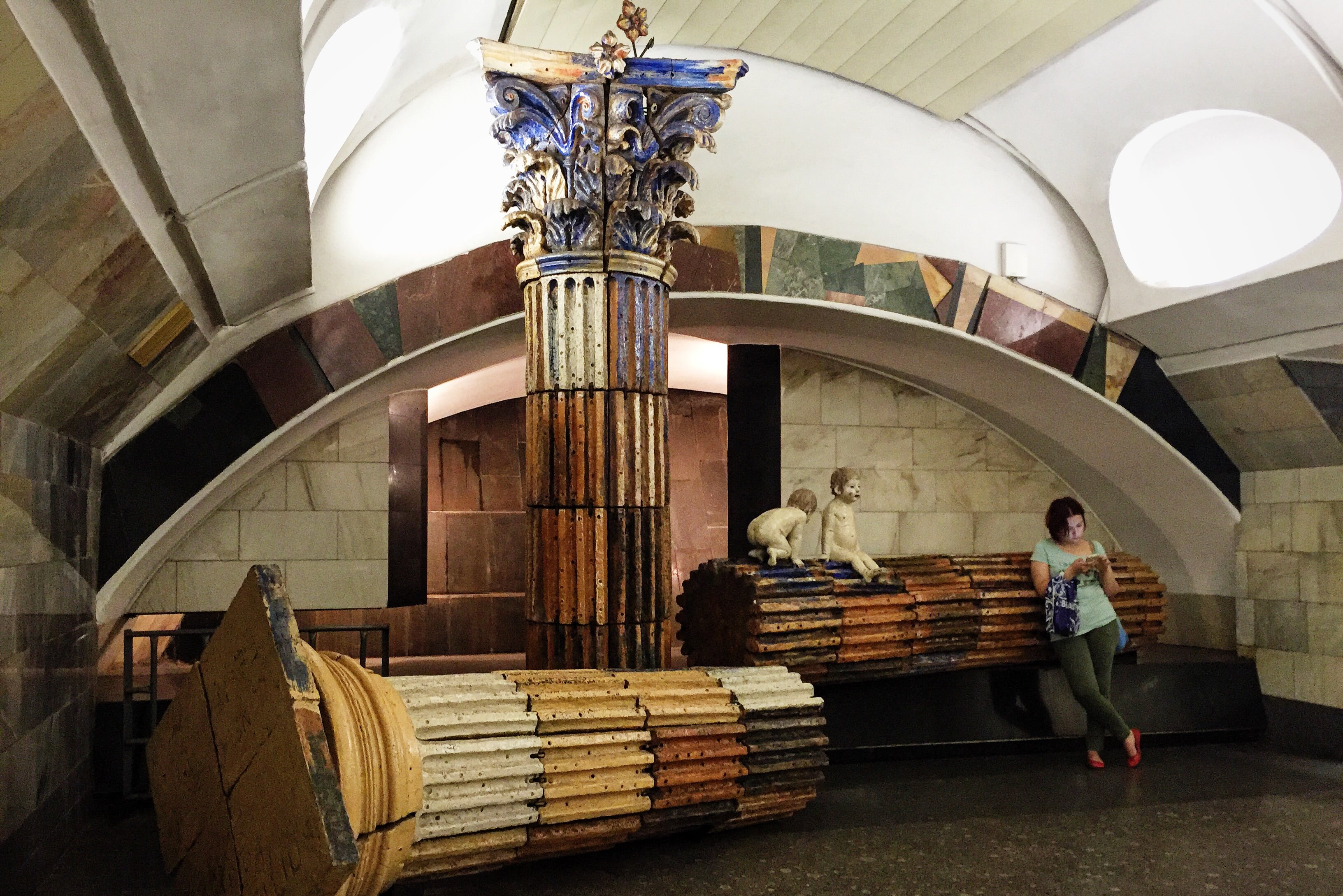
Station Rimskaja, Metro Moskau
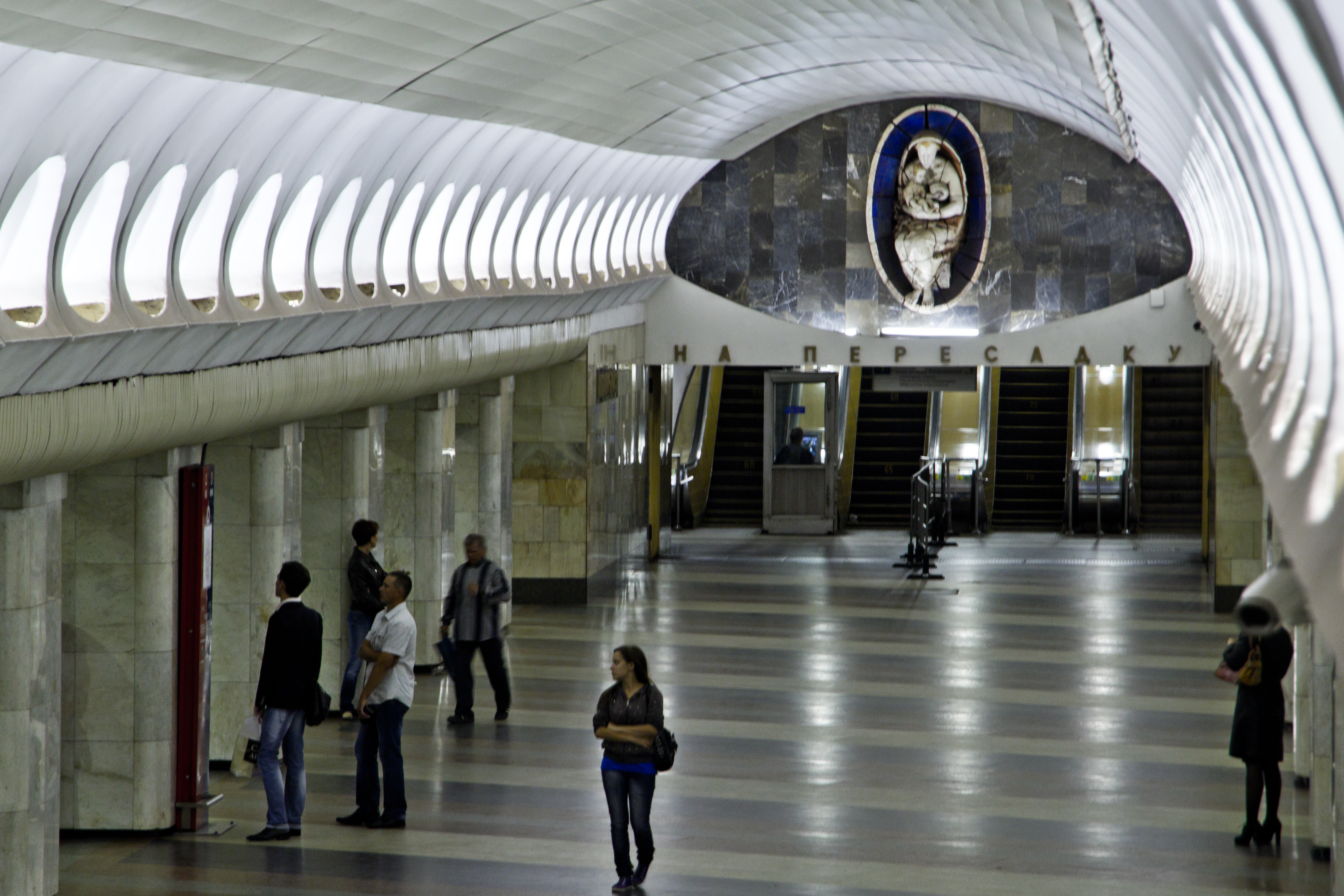
Station Rimskaja, Metro Moskau